# Rede Brasil Espírito Santo
Rede Brasil Espírito Santo é uma emissora de televisão brasileira sediada em Cachoeiro do Itapemirim, cidade do estado do Espírito Santo. Pertencente ao empresário Marcos Tolentino, a emissora opera nos canais 13 VHF analógico e 18 UHF digital, e é uma emissora própria da Rede Brasil.

## História
Fundada em 2002 pelo empresário Idalecio Carone Filho, a TV Sul inicialmente era afiliada da TV Cultura na época, e teve entre seus programas mais conhecidos o Chá da Tarde, inicialmente apresentado por Deyse Mello e que teve seu auge com a apresentação de Cristiane Voss. Com a saída de Cristiane, Eluxa Xavier assumiu a apresentação do programa. No ano de 2007, a TV Sul se afiliou a recém-inaugurada Rede Brasil. Em 2011, o canal passou a operar em sociedade entre os empresários Marcos Tolentino e Rui Baromeu, e foi integrado à Rede SIM, passando a se chamar TV SIM Brasil Cachoeiro.
A sociedade entre Idalecio Carone Filho, Marcos Tolentino e Rui Baromeu durou dois anos, e em 2013, Tolentino, proprietário da Rede Brasil de Televisão, passa a assumir 100% o comando da emissora, que troca seu nome para Rede Brasil Espírito Santo.
Desde 2018, a emissora transmite programação local com conteúdo de prestação de serviço, cultura e entretenimento à sociedade do sul capixaba. O jornalista Paulo Marcos apresenta o programa "Se Liga ES", que se destaca na programação da RBTV ES todo sábado às 13h, desde junho de 2018, tornando-se o programa local mais duradouro do canal.}}